# Jean Paul de Gua de Malves
Jean Paul de Gua de Malves, conegut com a abbé de Gua, fou un matemàtic francès del segle XVIII, conegut per haver estat el primer editor de l'Encyclopédie.

## Vida
De Gua va néixer el 16 d'abril de 1710 a Carcassona. El seu pare, Jean Degua, havia deixat Limós a finals del segle XVII, per establir-se a Carcassona com a comerciant tèxtil. El 1720 va esdevenir baró en comprar la baronia de Malves. El seu negoci va fer fallida el 1725 i el mateix Jean Degua es va salvar d'una condemna a mort per fallida fraudulenta, gràcies a la intervenció del duc de Chaulnes.
Jean Paul de Gua va seguir estudis per ser capellà, mentre els seus germans van ser oficials militars. No se sap quan va esdevenir abbé, però ell mateix es donava aquest títol el 1728.
Després d'un viatge per Itàlia, s'instal·la a París on coneix Clairaut i altres acadèmics, i el 1732 és nomenat membre de l'Académie des Sciencies de Bordeaux a instàncies de Dortous de Mairan, secretari perpetu de l'Académie Royale. La seva fama com a matemàtic es comença a estendre, fins al punt que el 1733 llança un desafiament al matemàtic Alexis Fontaine des Bertins.
La publicació el 1740 dels Usages (vegeu més endavant) li val la seva admissió a l'Académie Royale des sciences el 1741. L'any següent és nomenat professor de filosofia grega i llatina del Collège Royal, càrrec que mantindrà fins al 1748.
El 27 de juny de 1746 signa un contracte amb els llibreters Le Breton, Briasson, Durand i David per editar una Encyclopédie ou Dictionnaire universel des arts et des science de la qual ell era l'editor principal. Un any després, el 3 d'agost de 1747, el contracte és rescindit per raons encara poc clares i els llibreters nomenen dos mesos més tard com a nous editors D'Alembert i Diderot.
Inicia nombrosos projectes que no es porten mai a terme: una traducció dels Philosophical Transactions, un gran llibre d'Aritmètica, la cerca de mineral d'or i altres metalls al sud de França, l'edició d'una nova revista científica (les Mémoires périodiques), una nova loteria, estudis dels terratrèmols i altres fenòmens meteorològics a fi de preveure'ls...
Així doncs, tampoc resulta estrany que el 1756 fos empresonat per llibertinatge arran de la denúncia d'una prostituta, ni que s'emboliqués en un costosíssim procés judicial contra els seus germans per l'herència del seu pare.

## Obra
Malgrat les seves múltiples activitats, la seva producció acadèmica és minsa; se'n poden destacar les següents publicacions:
- 1740 - Usages de l'analyse de Descartes pour decouvrir, sans le secours du calcul differentiel, les proprietes, ou affections principales des lignes geometriques de tous les ordres on defensa l'estudi geomètric de les corbes, tot i que no deixa d'utilitzar casos en què les variables prenent valors infinitament petits o grans. Això el porta a considerar, erròniament, que no existeixen corbes amb cúspides de segon ordre.[10] Malgrat l'error, segurament aquesta és la seva obra més influent.
- 1764 - Projet d'ouverture et d'exploitation de minières et mines d'or et d'autres métaux, aux environs du Cézé, du Gardon, de l'Éraut, et d'autres rivières du Languedoc, fruit dels seus treballs de mineralogia i que va ser força criticat per Étienne Guettard.[11]
- Unes poques memòries a la revista del l'Acadèmie Royal, entre les quals hi ha la demostració de la famosa regla dels signes de Descartes (Volum de 1741) i la memòria sobre els tetraedres (Volum de 1783) en la que es demostra el teorema de De Gua.

També va fer de traductor d'algunes obres angleses que van tenir certa influència en la filosofia de la Il·lustració:
- 1750 - Dialogues entre Hylas & Philonous de George Berkeley.
- 1757 - Discours pour et contre la réduction de l'interest naturel de l'argent, traducció d'un discurs pronunciat a la Cambra dels Comuns de Gran Bretanya.

Altres manuscrits han estat retrobats al segle XX com, per exemple, la Mémoire circulaire des différentes choses que l'éditeur de l'Encyclopédie demande à ceux qui voudront bien l'aider dans cet ouvrage (1747), una carta enviada a l'Academia de Ciències de Lió explicant el seu pla d'edició de l'Encyclopédie i demanant ajut per portar-lo a terme. Tot i així, sembla que ni D'Alembert ni Diderot en van fer gaire cas en fer-se càrrec de l'edició de l'obra.